# Mituva (přítok Lėvuo)
Mituva je řeka 3. řádu na severovýchodě Litvy, v okrese Kupiškis, levý přítok řeky Lėvuo, do které se vlévá v přehradní nádrži Kupiškio tvenkinys u vsi Bagdonys, 8,5 km severně od okresního města Kupiškis, 119,3 km od jejího ústí do Mūši. Pramení v samotě Kepuriškis, 4 km jihovýchodně od městečka Skapiškis, nedaleko severně od železniční trati Šiauliai - Panevėžys - Kupiškis - Rokiškis - Daugavpils. Teče zpočátku severozápadním směrem, protéká městečkem Skapiškis, v něm malým jezerem Skapiškio ežeras (plocha: 2,2 ha), vzápětí větším jezerem Mituva (plocha: 21,1 ha), po soutoku s řekou Svalia se stáčí k západu, protéká 3 km dlouhým, 80 - 250 m širokým, hlubokým údolím, od vsi Gindviliai začíná meandrovat až do ústí do přehradní nádrže Kupiškio tvenkinys. Kromě zmíněného údolí je říční údolí převážně ploché a široké. Průměrný spád je 107 cm/km.

## Přítoky
- Levé:

| Hydrologické pořadí | Řeka   | Délka (km) | Povodí (km²) | Vzdálenost od ústí (km) | Ústí kde | Koordináty ústí                |
| ------------------- | ------ | ---------- | ------------ | ----------------------- | -------- | ------------------------------ |
| 41010866            | M - 3  | 4,7        | 6,6          | 13,0                    |          |                                |
| 41010871            | M - 1  | 9,7        | 22,2         | 9,1                     | Biliūnai | 55°54′27″ s. š., 25°8′8″ v. d. |
|                     | Kručia | 1,5        |              | 2,4                     | Jutkonys | 55°55′9″ s. š., 25°3′42″ v. d. |

- Pravé:

| Hydrologické pořadí | Řeka       | Délka (km) | Povodí (km²) | Vzdálenost od ústí (km) | Ústí kde | Koordináty ústí                 |
| ------------------- | ---------- | ---------- | ------------ | ----------------------- | -------- | ------------------------------- |
| 41010861            | M - 14     | 4,2        | 6,1          | 16,8                    |          |                                 |
| 41010863            | M - 12     | 4,3        | 3,3          | 15,2                    |          |                                 |
| 41010864            | M - 10     | 3,7        | 3,5          | 14,4                    |          |                                 |
| 41010865            | M - 8      | 4,1        | 4,5          | 13,2                    |          |                                 |
| 41010867            | Svalia     | 5,8        | 16,9         | 9,4                     | Mituva   | 55°54′31″ s. š., 25°8′29″ v. d. |
| 41010876            | M - 6      | 5,3        | 5,5          | 6,2                     |          |                                 |
| 41010877            | M - 4      | 3,2        | 2,4          | 4,1                     |          |                                 |
| 41010878            | M - 2      | 4,1        | 7,6          | 3,7                     |          |                                 |
| 41010879            | Ožkalaukis | 5,9        | 12,2         | 1,9                     | Jutkonys | 55°55′ s. š., 25°2′52″ v. d.    |

a mnoho dalších bezejmenných levých i pravých přítoků